# Cuts
|  | Per a altres significats, vegeu «Cuts (L. A. Guns)». |

Cuts és una comuna francesa, ubicada al departament de l'Oise i la regió dels Alts de França.